# Sorbo-Ocagnano
Sorbo-Ocagnano é uma comuna francesa na região administrativa da Córsega, no departamento de Alta Córsega. Estende-se por uma área de 10,63 km². 